# 彦兵衛
彦兵衛（ひこべえ）は、埼玉県白岡市の地名（大字）。郵便番号は349-0224（久喜郵便局）。本項では同地域にかつて存在した南埼玉郡彦兵衛村（ひこべえむら）についても記す。

## 地理
白岡市南東部に位置し、2つの区域に分かれる。北部は上野田・下野田・太田新井に囲まれ、南部は岡泉・太田新井の間にあって南でさいたま市岩槻区鹿室に接する。地区は南と北に大きく大小二つに分かれていて、北側の地区の中央に大字上野田の飛地がある。地内は住宅地と工場が混在するが、主に農地となっている。

### 河川
- 黒沼用水

## 歴史

### 地名の由来
開墾者の名による。

### 沿革
- 幕末の時点では彦兵衛新田を称し、埼玉郡に所属。「旧高旧領取調帳」の記載によると明治初年時点では幕府領（大竹左馬太郎支配所）であった[4]。
- 1868年（慶応4年）6月19日（1868年8月7日） - 武蔵知県事・山田政則の管轄となる。
- 1869年（明治2年）
  - 1月10日（1869年2月20日） - 武蔵知県事・山田政則が宮原忠英に交代。
  - 1月13日（1869年2月23日） - 武蔵知県事・宮原忠英の管轄区域に大宮県を設置、同県の管轄となる。県庁は東京府馬喰町に置かれる。
  - 9月29日（1869年11月2日） - 県庁が浦和に置かれ浦和県に改称。
- 1871年（明治4年）11月13日（1871年12月24日） - 第1次府県統合により埼玉県の管轄となる。
- 1879年（明治12年）3月 - 前年に制定された郡区町村編制法の埼玉県での施行により南埼玉郡の所属となる。郡役所は岩槻町に設置。
- 1889年（明治22年）4月1日 - 町村制の施行に伴い彦兵衛新田が単独で自治体を形成して彦兵衛村が発足。後に日勝村となる9村で町村組合を結成。
- 1895年（明治27年）3月15日 - 町村組合を結成していた岡泉村・実ケ谷村・千駄野村・小久喜村・上野田村・下野田村・爪田ケ谷村・太田新井村と合併して日勝村が成立、その大字彦兵衛となる。自治体としては消滅。
- 1954年（昭和29年）9月1日 - 日勝村が篠津村および大山村の一部（大字下大崎、柴山、荒井新田）と合併して白岡町となり、その大字に継承。
- 2012年（平成24年）10月1日 - 白岡町が市制施行して白岡市となり、その大字となる。

## 世帯数と人口
2023年（令和5年）7月1日現在の世帯数と人口は以下の通りである。
| 大字   | 世帯数  | 人口  |
| ------ | ------- | ----- |
| 彦兵衛 | 438世帯 | 952人 |

## 小・中学校の学区
市立小・中学校に通う場合、学区は以下の通りとなる。
| 番地 | 小学校             | 中学校             |
| ---- | ------------------ | ------------------ |
| 全域 | 白岡市立菁莪小学校 | 白岡市立菁莪中学校 |

## 交通
地内に鉄道は敷設されていない。

### 道路
- 埼玉県道65号さいたま幸手線
- 埼玉県道154号蓮田杉戸線（重複）
- 水と緑のふれあいロード「中島・黒沼・豊春用水コース」 - 自転車歩行者専用道路

## 施設など
- 浅間神社
- 最勝寺
- ひこべえの森
- 東伸児童遊園（飛地）